# NGC 6437
NGC 6437 је група звезда у сазвежђу Шкорпија која се налази на NGC листи објеката дубоког неба.
Деклинација објекта је - 35° 21' 0" а ректасцензија 17h 48m 24,0s. Привидна величина (магнитуда) објекта NGC 6437 износи 14,0. NGC 6437 је још познат и под ознакама ESO 393-?28.